# Экспедиционная бригада военной разведки
Экспедиционная бригада военной разведки (англ. Expeditionary Military Intelligence Brigade) — тактическое соединение Корпуса военной разведки Армии США, занимающееся разведкой и наблюдением в интересах наземных войск ВС. До 2015 года соединение именовалось как бригада разведки поля боя (Battlefield surveillance brigade).
Экспедиционные бригады военной разведки (эбрвр) составляют оперативный уровень разведывательных частей армии США.
Разведывательная бригада нового типа была внедрена в 2006—2011 годах. Армия США планировала преобразовать девять разведывательных бригад (intelligence brigades) в бригады разведки поля боя в 2007 году. Первая бригада нового штата была создана в том же году.

## Обзор
Бригады предназначены для улучшения ситуационной осведомлённости командиров подразделений или выше для оперативного реагирования на возникающие угрозы. Преобразование прежних формирований intelligence в battlefield surveillance проводилось в интересах внедрения модульности, лучше отвечающей потребности быстро разворачивать экспедиционные силы в разных точках планеты.
Численный состав каждой эбрвр до 1 тыс. военнослужащих.
Экспедиционная бригада военной разведки предназначена для обеспечения информацией формирований корпусного звена сухопутных войск. Кроме того, эбрвр могут заниматься поддержкой боевых бригад. Реализуя эти задачи, подразделения бригады ведут агентурную, радио- и радиотехническую (РРТР) и контрразведку. Информационно-аналитические подразделения занимаются обработкой полученных сведений, как от собственных сил, так и из других источников вышестоящего и нижестоящего уровней.
В составе бригады находятся батальоны военной разведки (300 человек). Каждый батальон имеет многофункциональную роту со штатными средствами РРТР и РЭБ и роту агентурной и контрразведки (АР и КР).
На вооружении многофункциональных рот находятся комплексы РРТР и РЭБ AN/MLQ-44(V)4 Prophet («Профет») на базе бронеавтомобиля M-ATV, предназначенные для определения расположения излучающих устройств противника, радиоперехвата, радиоподавления линий КВ и УКВ радиосвязи, приёма сигналов GPS. Профет может принимать информацию от радиолокаторов воздушной разведки наземных целей E-8 JSTARS («Джистарс»), авиационной системы РРТР RC-12 Guardrail («Гардрейл») и автоматизированной системы боевого управления ПВО передового района «Фаадкк» (FAAD C2 - Forward Area Air Defense Command and Control). Профет позволяет создавать электронные карты местности с обозначенными целями поражения для своих войск.
Роты АР и КР получают информацию из захваченных документов, от своих агентов, патрулей, сил спецназначения, наблюдателей и войск переднего края, допроса военнопленных, перебежчиков и тд. Также ведут работу по дезинформации противника и, в свою очередь, выявляют дезинформацию противника. Защищают от шпионажа. 
Роты АР и КР оснащены комплексами технических и программных средств «Чаркс» (CHARCS — Counterintelligence and Human Intelligence Automated Reporting Collection System). В комплекс Чаркс входят:
- комплект средств автоматизированной обработки развединформации AN/PYQ-3 (CHATS)
- портативное устройство сбора и хранения развединформации AN/PYQ-8
- фотоаппарат, видеокамера, и тд.

Взводы обработки и анализа разведданных батальона военной разведки оснащены мобильной наземной станцией приема иобработки разведывательных сведений AN/TSQ-179 на базе автомобиля HMMWV, входящий в автоматизированную систему сбора, обработки и распределения развединформации сухопутных войск DCGS-A (Distributed Common Ground System — Army).

## Состав

### До 2014
Каждая бригада состояла из штаба и штабной роты. Активные компоненты состояли из двух батальонов военной разведки (в Армии Национальной гвардии один). Каждая бригада имела батальон разведки и наблюдения, состоящий из штаба и штабной роты, двух наземных рот (A и B) и роту глубинной разведки (long-range surveillance (LRS)). Обеспечением занимались рота связи, рота тылового обеспечения.
- Бригада разведки поля боя
  - Батальон тылового обеспечения
  - Батальон разведки и наблюдения
  - 1-й батальон военной разведки
  - 2-й батальон военной разведки

### 2021
- Штаб бригады
  - Штабная рота (100 чел.)
  - 1-й батальон военной разведки
    - Штабное отделение
    - Многофункциональная рота
      - 1-й взвод РРТР и РЭБ
      - 2-й взвод РРТР и РЭБ
      - Взвод обработки и анализа разведывательной информации

    - Рота агентурной разведки и контрразведки
      - Группа агентурной разведки
      - Группа контрразведки

  - 2-й батальон военной разведки
  - Рота связи (50 чел.)[~ 1]
  - Рота тылового обеспечения (200 чел.)[~ 1][1]

## Экспедиционные бригады военной разведки США
| Формирование                                  | Нарукавный знак | В составе                                 | Дислокация                    |
| --------------------------------------------- | --------------- | ----------------------------------------- | ----------------------------- |
| 58-я экспедиционная бригада военной разведки  |                 | Армия Национальной гвардии штата Мэриленд | Мэриленд                      |
| 71-я экспедиционная бригада военной разведки  |                 | Армия Национальной гвардии штата Техас    | Техас                         |
| 201-я экспедиционная бригада военной разведки |                 | 1-й армейский корпус                      | Льюис — Маккорд, Вашингтон    |
| 504-я экспедиционная бригада военной разведки |                 | 3-й армейский корпус                      | Форт-Худ, Техас               |
| 525-я экспедиционная бригада военной разведки |                 | 18-й воздушно-десантный корпус            | Форт-Брэгг, Северная Каролина |